# Kenan Thompson
Kenan Thompson (Atlanta, Egyesült Államok, 1978. május 10. –) Primetime Emmy-díjas amerikai színész, komikus.
2003 óta a Saturday Night Live állandó csapatának a tagja, a show történetének leghosszabb ideje szereplő színésze.
Színészi karrierjét az 1990-es évek közepén kezdte, főként Nickelodeon-produkciókban szerepelt. Az eredeti társulat tagja volt a "Sok hűhó" című műsorban, és már ekkor is sok közös jelenete volt Kel Mitchell-lel. Kettejükre épülve indult el 1996-ban a Kenan és Kel című szituációs komédiasorozat, valamint a Hamm Burger című film, amik meghozták az igazi sikert. Szerepelt továbbá a Kerge kacsák 2-ben, illetve a 2004-es Dagi Albert című film főszerepét is ő alakította.
A Saturday Night Live-ban nyújtott alakításáért négyszer jelölték Emmy-díjra, a VH1 pedig minden idők 88. legnagyobb tinisztárjának választotta.

## Fiatalkora
Thompson a Georgia állambeli Atlantában született 1978-ban. Szülei Fletcher és Elizabeth Ann Thompson, egy bátyja és egy húga van. Thompsont anyja már egészen fiatal korában színésznek szánta, öt éves korában egy templomi produkcióban szerepelt, igaz, ekkor még nem volt szövege. Az iskolai évei során sokat szerepelt színdarabokban, például a "The Gingerbread Duck" címűben, emellett részt vett meghallgatáson a The Young Ensemble of Atlanta nevű társulatnál. Gyerekként nagy kedvence volt a "Mennyi az annyi?" (The Price Is Right) című televíziós vetélkedő, ami saját bevallása szerint nagy hatással volt későbbi színészi alakításaira.

## Karrierje
Egyik első szerepe a CNN "Real News for Kids" című műsorában volt, ahol riportert játszott. Ezután válogatták be a Nickelodeon "Sok hűhó" című varietéműsorába, ahol számos szerepben remekelt. A nagy sikerre tekintettel színésztársával, Kel Michell-lel közösen egy négy évig tartó szituációs komédiát, a Kenan és Kel-t forgatták le. Miközben középiskolai tanulmányait végezte, megkapta első filmes szerepét is a Kerge kacsák 2-ben.
Mitchell-lel közösen szerepelt a "Hamm Burger" című filmben, amely a "Sok hűhó"-ban bemutatott "Jó Burger" szkeccseken alapult; továbbá eljárszotta a főszerepet a "Dagi Albert" című filmben. Ezeken kívül a "Nehézfiúk", a "Szerelemért szerelem", a "Birkanyírás 2.", "A főnököm lánya", illetve a "Kígyók a fedélzeten" című filmekben játszott mellékszerepet.
2009-ben a Fox "Sit Sown. Shut Up" című rajzfilmben kapott szinkronszerepet, amit az alacsony nézettség miatt négy epizód után levettek a műsorról. 2011-ben vendégszereplő volt az "iCarly" és a "V, mint Viktória" közös epizódjában, ezután a Nickelodeon "The '90s Are All That" című blokkjában volt műsorvezető illetve a "Sok hűhó" 22 éves különkiadásában is szerepelt. 2015-ben a "Jó Burger" egyik jelenetét játszották el újra Kel Mitchell-lel Jimmy Fallon műsorában, 2018-ban pedig egymás ellen vetélkedtek a Double Dare című műsorban.
2020-ban az egyik producere lett az újraindult "Sok hűhó"-nak, illetve az NBC "The Kenan Show" című műsorának főszereplője lett.
2003-ban vendégszereplő lett a Saturday Night Live-ban, így ő lett a show első olyan résztvevője, aki később született, mint a műsor 1975-ös indulása. Többször küldött már kazettákat a producereknek, de túl fiatalnak gondolták a szerepléshez. 2005-ben az állandó szereplőgárda tagjai közé léptették elő, és azóta is rendszeres résztvevője a műsornak.

## Magánélete
2011. november 11-én vette el feleségül Christina Evangeline-t. Két lányuk született: Georgia 2014-ben, Gianna pedig 2018-ban.

## Filmográfia

### Film
| Év   | Magyar cím                                   | Eredeti cím                            | Szerep                   | Magyar hang      |
| ---- | -------------------------------------------- | -------------------------------------- | ------------------------ | ---------------- |
| 1994 | Kerge kacsák 2.                              | D2: The Mighty Ducks                   | Russ Tyler               | Minárovits Péter |
| 1995 | Nehézfiúk                                    | Heavyweights                           | Roy Murphy               | Szőke András     |
| 1996 | Kerge kacsák 3.                              | D3: The Mighty Ducks                   | Russ Tyler               |                  |
| 1997 | Hamm Burger                                  | Good Burger                            | Dexter Reed              | Csőre Gábor      |
| 2000 | Rocky és Bakacsin kalandjai                  | The Adventures of Rocky and Bullwinkle | Lewis                    | Seszták Szabolcs |
| 2002 | Minden hájjal megkent hazug                  | Big Fat Liar                           | partivendég              |                  |
| 2002 | Az álcázás mestere                           | The Master of Disguise                 | Kenan                    |                  |
| 2003 | Szerelemért szerelem                         | Love Don't Cost a Thing                | Walter Colley            |                  |
| 2003 | A főnököm lánya                              | My Boss's Daughter                     | Hans                     | Vári Attila      |
| 2004 | Birkanyírás 2.                               | Barbershop 2: Back in Business         | Kenard                   | Szvetlov Balázs  |
| 2004 | Dagi Albert                                  | Fat Albert                             | Dagi Albert              | Elek Ferenc      |
| 2005 | Kígyók a fedélzeten                          | Snakes on a Plane                      | Troy                     | Elek Ferenc      |
| 2008 | Csimpilóták                                  | Space Chimps                           | porondmester (hangja)    | Bálint Péter     |
| 2008 | Hot-Dog túra                                 | Wieners                                | Wyatt                    | Kerekes József   |
| 2009 | Nincs Helsing - Rémes film                   | Stan Helsing                           | Teddy                    | Elek Ferenc      |
| 2011 | Hupikék törpikék                             | The Smurfs                             | Hami (hangja)            |                  |
| 2012 | Molte Wildhorn csodálatos nyara              | The Magic of Belle Isle                | Henry                    | Elek Ferenc      |
| 2013 | Hupikék törpikék 2.                          | The Smurfs 2                           | Hami                     | Törköly Levente  |
| 2014 | Végül összejöttünk                           | They Came Together                     | Teddy                    | Elek Ferenc      |
| 2014 | Szex a lelke mindennek                       | The Opposite Sex                       | Mitch                    | Elek Ferenc      |
| 2016 | Rock csont                                   | Rock Dog                               | Riff (hangja)            | Gémes Antos      |
| 2016 | Menyasszony apró szépséghibával              | Brother Nature                         | Miesha                   | Sarádi Zsolt     |
| 2017 | Vén rókák                                    | Going in Style                         | Keith                    | Gémes Antos      |
| 2018 | A Grincs                                     | The Grinch                             | Mr. Brikettbaum (hangja) | Gémes Antos      |
| 2019 | Csodapark                                    | Wonder Park                            | Gus (hangja)             | Hajdu Steve      |
| 2019 | Playmobil: A film                            | Playmobil: The Movie                   | Bloodbones (hangja)      |                  |
| 2019 |                                              | Dads (dokumentumfilm)                  | önmaga                   |                  |
| 2020 | Trollok a világ körül                        | Trolls World Tour                      | Pici Diamond (hangja)    | Ganxsta Zolee    |
| 2020 | Hubie, a halloween hőse                      | Hubie Halloween                        | Blake rendőr             | Elek Ferenc      |
| 2021 | Clifford, a nagy piros kutya                 | Clifford the Big Red Dog               | Clifford állatorvosa     |                  |
| 2021 | Reszkessetek, betörők! – Otthon, édes otthon | Home Sweet Home Alone                  | Gavin Washington         | Elek Ferenc      |
| 2022 | Spanok                                       | Bros                                   | James Baldwin            |                  |
| 2023 | Trollok: Együtt a banda                      | Trolls Band Together                   | Pici Diamond (hangja)    | Ganxsta Zolee    |
| 2023 |                                              | Good Burger 2                          | Dexter Reed              |                  |

### Televízió
| Év                             | Magyar cím                              | Eredeti cím                            | Szerep                                | Megjegyzések                                                                             |
| ------------------------------ | --------------------------------------- | -------------------------------------- | ------------------------------------- | ---------------------------------------------------------------------------------------- |
| 1994–1999, 2002 2005 2019–2022 | Sok hűhó                                | All That                               | több szereplő                         | - főszereplő (1-5. évad) - vendégszereplő (7., 10-11. évad) - vezető producer (11. évad) |
| 1996–1998                      |                                         | The Steve Harvey Show                  | Junior                                | 4 epizód                                                                                 |
| 1996–2000                      | Kenan és Kel                            | Kenan & Kel                            | Kenan Rockmore                        | főszereplő                                                                               |
| 1997                           | Ikercsajok                              | Sister, Sister                         | Trevor                                | 1 epizód                                                                                 |
| 1998                           | Sabrina, a tiniboszorkány               | Sabrina, the Teenage Witch             | Kenan Rockmore                        | 1 epizód                                                                                 |
| 1999                           | Amanda show                             | The Amanda Show                        | önmaga                                | 1 epizód                                                                                 |
| 1999                           | Unokatestvérem, Skeeter                 | Cousin Skeeter                         | Kenan Rockmore                        | 2 epizód                                                                                 |
| 2000                           |                                         | The Parkers                            | Damon                                 | 1 epizód                                                                                 |
| 2001                           |                                         | Felicity                               | DeForest Ingram                       | 4 epizód                                                                                 |
| 2002                           |                                         | Off Centre                             | MC French                             | 2 epizód                                                                                 |
| 2003                           | Clifford, a nagy piros kutya            | Clifford the Big Red Dog               | Hamburger (hangja)                    | 1 epizód                                                                                 |
| 2003–                          | Saturday Night Live                     | Saturday Night Live                    | több szereplő                         |                                                                                          |
| 2005                           | Fecsegő tipegők                         | Rugrats                                | Tükör (hangja)                        | 1 epizód                                                                                 |
| 2005–2018                      |                                         | Wild 'n Out                            | önmaga                                | 2 epizód                                                                                 |
| 2007                           |                                         | Crank Yankers                          | Mark Thomas                           | 1 epizód                                                                                 |
| 2008                           |                                         | The Mighty B!                          | Rocky Rhodes (hangja)                 | 5 epizód                                                                                 |
| 2009                           | Psych – Dilis detektívek                | Psych                                  | Joon                                  | 1 epizód                                                                                 |
| 2009                           | Sit Down, Shut Up                       | Sue Sezno (hangja)                     | 13 epizód                             |                                                                                          |
| 2011                           | iCarly                                  | iCarly                                 | önmaga                                | 1 epizód                                                                                 |
| 2011                           |                                         | The '90s Are All That                  | önmaga                                | házigazda                                                                                |
| 2013                           |                                         | Martha Speaks                          | Stanley (hangja)                      | 1 epizód                                                                                 |
| 2013–2015                      |                                         | The Awesomes                           | Austin "Impresario" Sullivan (hangja) |                                                                                          |
| 2015                           |                                         | The Tonight Show Starring Jimmy Fallon | Lester Oakes                          | 1 epizód                                                                                 |
| 2015                           | Randy Cunningham: Kilencedikes nindzsa  | Randy Cunningham: 9th Grade Ninja      | Socko (hangja)                        | 1 epizód                                                                                 |
| 2015–2020                      |                                         | Nature Cat                             | Ronald (hangja)                       | 1. évad                                                                                  |
| 2016                           |                                         | Maya & Marty                           | több szereplő                         | főszereplő                                                                               |
| 2016–2019                      | A megtörhetetlen Kimmy Schmidt          | Unbreakable Kimmy Schmidt              | Roland                                | 2 epizód                                                                                 |
| 2017–2019                      |                                         | Match Game                             | önmaga                                | zsűritag (4 epizód)                                                                      |
| 2018                           |                                         | Double Dare                            | önmaga                                | versenyző (1 epizód)                                                                     |
| 2018                           |                                         | Studio C                               | önmaga / egyéb szereplők              |                                                                                          |
| 2019                           |                                         | The Masked Singer                      | önmaga                                | vendég zsűritag                                                                          |
| 2019                           | Scooby-Doo és (sz)társai                | Scooby-Doo and Guess Who?              | önmaga (hangja)                       | 1 epizód                                                                                 |
| 2019                           |                                         | Bring The Funny                        | önmaga                                | zsűritag                                                                                 |
| 2020                           |                                         | America's Got Talent                   | önmaga                                | vendég zsűritag (15. évad)                                                               |
| 2020–2022                      |                                         | Trolls: TrollsTopia                    | Pici Diamond (hangja)                 | 14 epizód                                                                                |
| 2021–2022                      |                                         | Kenan                                  | Kenan Williams                        | főszereplő és vezető producer                                                            |
| 2021                           | 2021-es Nickelodeon Kids’ Choice Awards | 2021 Kids' Choice Awards               | önmaga                                | házigazda                                                                                |
| 2021                           | Trollok nyaralása a harmóniában         | Trolls: Holiday in Harmony             | Pici Diamond (hangja)                 | tévéfilm                                                                                 |
| 2021                           | 47. People’s Choice Awards-gála         | 47th People's Choice Awards            | önmaga                                | házigazda                                                                                |
| 2021                           | Jonas Brothers Family Roast             |                                        | önmaga                                | házigazda                                                                                |
| 2021                           |                                         | Bless the Harts                        | Travis (hangja)                       | 6 epizód                                                                                 |
| 2022                           | Fraggle Rock: Újra zúznak               | Fraggle Rock: Back to the Rock         | Jack Hammer Doozer (hangja)           | 1 epizód                                                                                 |
| 2022                           | A Fiúk ördögi oldala                    | The Boys Presents: Diabolical          | Mo-Slo apja (hangja)                  | 1 epizód                                                                                 |
| 2022                           | Fiúk a folyosóról                       | The Kids in the Hall                   | Ron                                   | 1 epizód                                                                                 |
| 2022                           | Az átkozott Michael Che                 | That Damn Michael Che                  | önmaga                                | 1 epizód                                                                                 |
| 2022                           | Archer                                  | Archer                                 | bróker (hangja)                       | 1 epizód                                                                                 |
| 2022                           | 74. Primetime Emmy-gála                 | 74th Primetime Emmy Awards             | önmaga                                | házigazda                                                                                |
| 2022                           | 48. People’s Choice Awards-gála         | 48th People's Choice Awards            | önmaga                                | házigazda                                                                                |
| 2023                           | Isten áldd meg Petey-t!                 | Praise Petey                           | Elder Amos (hangja)                   | 6 epizód                                                                                 |

## Fordítás
- Ez a szócikk részben vagy egészben  a   Kenan Thompson című angol Wikipédia-szócikk ezen változatának fordításán alapul.  Az eredeti cikk szerkesztőit annak laptörténete sorolja fel. Ez a jelzés csupán a megfogalmazás eredetét és a szerzői jogokat jelzi, nem szolgál a cikkben szereplő információk forrásmegjelöléseként.